# Mariella Petrescu
 (septembre 2018).
Si vous disposez d'ouvrages ou d'articles de référence ou si vous connaissez des sites web de qualité traitant du thème abordé ici, merci de compléter l'article en donnant les références utiles à sa vérifiabilité et en les liant à la section « Notes et références ».
Mariella Petrescu, née Marinela Petrescu le 8 mars 1943 à Turnu Severin et morte le 11 novembre 2015 à Philadelphie, est une actrice roumaine.

## Filmographie
- A fost prietenul meu (1961) - Irina
- Dragoste la zero grade (1964)
- Balul de sâmbătă seara (1968) - Raluca
- Ciuta (film TV, 1970)
- Idolul și Ion Anapoda (film TV, 1971)
- Haiducii lui Șaptecai (ro) (1971)
- Astă seară dansăm în familie (ro) (1972) - Alice
- Un august în flăcări (1974)
- Tăticul (film TV, 1974)
- Păcală (1974) - Păcălița